# 拉克斯瀑布
拉克斯瀑布位於高雄市桃源區，又名拉克斯溪瀑布，荖濃溪支流拉克斯溪上游，鐵本山南南東方約3公里溪谷。瀑布標高約1520公尺至1450公尺，落差約70公尺。由復興溫泉上溯，約5.5公里可抵達瀑底。

## 解
1. ↑  根據《臺灣通用電子地圖【NLSC】》、《臺灣通用正射影像【NLSC】》對照。